# ابوالفضل الثائر
ابوالفضل (ابوطالب) جعفربن محمد، الثائر فی اللّه، (متوفی ۳۵۰ قمری) فرمانروای علوی زیدی هُوسَمْ در نیمه اول فرن چهارم بود. او نوه پسری حسین الشاعر (مرعشی: حسین المحدّث)، برادر حسن اُطْروش و نوه دختری خود ناصر بود. او از سادات زیدی و معروف به سید ابیض بود. او و جانشنیانش عنوان حکومتی 'الثائر فی اللّه را اختیار کردند ولی هیچ‌یک مدعی امامت زیدی نبودند.

## زندگی‌نامه
اطلاعی از تاریخ تولد و آغاز زندگی وی وجود ندارد. او پیش از فتح آمل و طبرستان توسط زیاریان، در هوسَم (رودسر امروزی) به تعلیم و ترویج دین اسلام در بین گیلانیان و دیلمیان مشغول بود.
پس از سقوط حکومت علویان زیدی در طبرستان، در ۳۲۰ الثائر هوسم را پایگاه خود کرد و به مدت سه دهه در آنجا حکومت کرد. ماکان کاکی پس از شکست خوردن از مرداویج، نخستین شاه آل زیار به دیلمان فرار کرد و برای تصرف مجدد تبرستان در ۳۲۰ از الثائر کمک طلبید و این دو به طبرستان حمله کردند. بلقسم بن بانِجین حمله شان را دفع کرد، ماکان به نیشابور گریخت و الثائر به دیلمان رفت و دگر بار در هوسم مستقر گردید. در ۳۳۷، اُسْتُندار (حاکم رویان) - که از نام اش اطلاعی وجود ندارد - با الثائر متحد شد. پس از این اتحاد، استندار او را به چالوس برد و به حکومت گماشت و مردم از او اطاعت کردند و چون این خبر به حسن بن بویه رسید، ابن عمید را با لشکری به همراه خواهرزاده اش، علی بن کامه، به نبرد با او گسیل داشت. سپاه استندار و الثائر در منطقة تَمَنْجاده سپاه آل بویه را شکست دادند. استندار و الثائر به آمل رفتند، پس از کوتاه مدتی بین شان اختلاف افتاد و استندار وی را ترک کرد. الثائر، که بدون استندار نمی‌توانست در آمل بماند، به گیلان بازگشت و در سیاه کَلَه رود در قریه میانده، از توابع هوسم، سکنی گزید. در ۳۳۸، وشمگیر زیاری در جنگ برای تصرف طبرستان به الثائر پناهنده شد. الثائر و وشمگیر به طبرستان رفتند و بر آنجا مسلط شدند. وشمگیر او را در آمل گذاشت و خود با سپاهیان به گرگان رفت. اندکی بعد وشمگیر، بر خلاف پیمان خود با الثائر، از او روی گرداند و به نام نوح بن نصر سامانی خطبه خواند و شیرَج بن لیلی و وَرْدانشاه را به آمل فرستاد تا الثائر را از آنجا بیرون برانند. آنان نزدیکان الثائر را کشتند و محمدبن وهری/دهری، که از معتمدان الثائر بود، با آنان متحد شد و الثائر تنها ماند. الثائر پیش از نبرد به دیلمان گریخت. در ۳۴۱، بار دیگر درصدد فتح طبرستان برآمد. این بار به حسن بن بویه پناهنده شد و او نیز طبرستان را به الثائر وا گذارد. بدین ترتیب الثائر در آمل مستقر شد و فرزندان خود، زید و رضا، را به ساری فرستاد. سلطه وی بر آمل چندان طول نکشید؛ وشمگیر با حمله‌ای او را از آمل بیرون راند و پسرانش را اسیر کرد، الثائر برای آزادی فرزندانش با او مکاتبه کرد و توانست یکی از آنان را آزاد نماید. در ۳۴۲، هنگامی که وشمگیر عازم نبرد با حسن بن بویه بود، الثائر را در طبرستان به حضور پذیرفت و فرزند دیگر وی را نیز آزاد نمود. به گفته صابی، از این پس الثائر دیگر به طبرستان نرفت. او در ۳۴۵، برای دیدن مرزبان بن محمد، به آذربایجان رفت و پس از آن به هوسم بازگشت. انگیزة این سفر روشن نیست، اما با توجه به اینکه یکی از خدمتکاران وی به نام عُمَیْر، بر ضد او شورش کرده بود و گروهی از گیلانیان نیز به او پیوسته بودند، احتمال دارد که الثائر برای دریافت کمک از مرزبان نزد وی رفته باشد. به گفته ابن اسفندیار در نتیجه شورش عمیر، مردم گیلان که از الثائر روی گردانده بودند، پیرامون عمیر جمع شدند و از او پیروی کردند و اموال الثائر را تاراج کردند.
در اواخرِ عمرِ الثائر دو تن از پسرانش درگذشتند و خود او در ۳۵۰ در هوسم درگذشت و در میانده، در سی کیلومتری مشرق هوسم، به خاک سپرده شد. گورش هنوز در میانده، چابکسر باقی است. پس از مرگ الثائر دو تن از پسرانش، ابوالحسین مهدی ملقب به القائم بالحق و ابوالقاسم حسین، به ترتیب به فرمانروایی رسیدند. ابوالحسین پس از یک سال حکومت در ۳۵۱ درگذشت و پس از او ابوالقاسم حسین بن جعفر جانشین برادر شد و لقب پدرش، یعنی الثائر فی اللّه، را برگزید. وی در نبرد با لنکر، پسر وشمگیر، به اسارت او درآمد. لنکر یک چشم وی را کور کرد و او را نزد وشمگیر فرستاد. وشمگیر هم او را محبوس کرد. چندی بعد بیستون زیاری وی را از بند رهانید، اما او در نبرد با ابومحمدناصر، یکی دیگر از علویان، به قتل رسید.
هنگامی که لاهیجان در قرن ششم به عنوان مرکز تعلیم و تعلم زیدیه در شرق گیلان، جانشین هوسم شد، شاخه‌ای از این خاندان در آنجا فعال بود.